# Jucker (Kartenspiel)

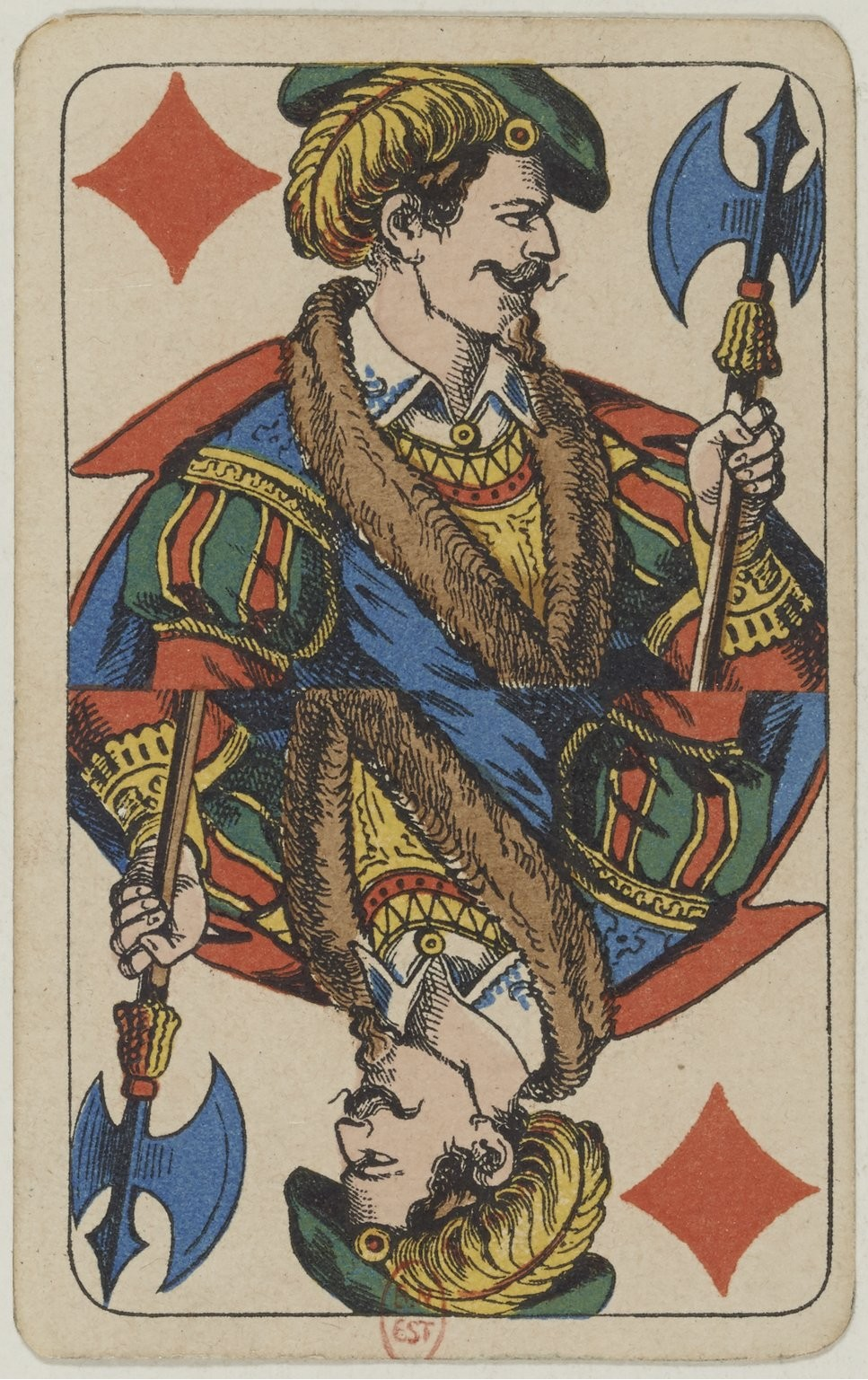
Der Bauer war höher als das Ass

Jucker, auch als Juckerspiel oder Juckern nachgewiesen, ist ein Kartenspiel, das im Elsass und in der Pfalz beiderseits der heutigen deutsch-französischen Grenze beliebt war. Es gilt als Vorläufer des amerikanischen Euchre und könnte der als Joker bekannten Spielkarte ihren Namen gegeben haben.

## Geschichte
Die früheste bekannte Erwähnung des Spiels findet sich 1792 in einem deutschen Wörterbuch unter dem Titel „Juckern“, wo es als „Kartenspiel“ beschrieben und der Pfalz zugeordnet wird. 1848 war es so bekannt, dass Spindler es in seinem Vergißmeinnicht erwähnte, in dem ein junger Mann seine Zeit in Kneipen vertreibt, indem er verschiedene Spiele spielt, darunter auch Jucker („[er] juckert“). In Erckmann-Chatrians 1864 erschienenem Roman L'ami Fritz, der im Elsass spielt, wird auf Französisch häufig darauf hingewiesen, dass das Spiel „youker“ bereits in den 1830er Jahren gespielt wurde. 1856 erzählt Hackländer, wie er im Rheinland „Juckern“ spielte, ein für ihn neues Spiel. 1868 beschreibt man wie auch in der Wirthäuser der Pfalz das Jucker gespielt wird. Das Spiel erscheint auch in einem Gedichtband von 1874 im hunsrücker Dialekt, und in einem Artikel in einer pfälzischen Zeitung im selben Jahr als geselliges Spiel der einfachen Leute neben Tarock.
Es liegen keine vollständigen Regeln vor, aber Martin und Lienhart (1899) beschreiben Jucker als ein „Kartenspiel, bei dem der „Bauer“ [Bube] mehr wert ist als das Ass“ und ein „Marsch“ bedeutet, alle fünf Stiche zu machen. Rausch (1908) gibt an, dass Juckerspiel im Elsass weit verbreitet war und „e Marsch mache“ bedeutet, alle Stiche zu machen, und dass der „Bauer“ die höchste Karte ist. Moderne Quellen besagen, dass das Spiel auch im Rheinland und in der südhessischen Region gespielt wurde.

## Vorfahr von Euchre
Aufgrund der Chronologie, der Linguistik und der Spielweise wurde Jucker als Vorfahr des beliebten amerikanischen Spiels Euchre (spr. "juker") vorgeschlagen. Amerikanische Quellen aus dem 19. Jahrhundert zeigen, dass „Eucre“ bereits 1810 gespielt wurde und dass es 1829 als „Uker“ zusammen mit „Bowers“ (d. h. die Bauer) im amerikanischen Mittleren Westen gespielt wurde. Laut anderen Quellen wurde Euchre vermutlich in den 1820er Jahren in Amerika erfunden, als deutsche Einwanderer Écarté mit Ideen aus deutschen Kartenspielen vermischten. Bumppo (1999) widerlegt die „Ente“ einer Verbindung zu Ecarté und weist darauf hin, dass die beiden Spiele ungefähr zur gleichen Zeit aufkamen und dass Ecarté ein Spiel zu zweit ist, bei dem Buben nicht die höchsten Trümpfe sind.
David Parlett, ein Experte für die Geschichte der Kartenspiele, geht noch weiter und argumentiert, dass „allein aus sprachlichen Gründen kein Zweifel an der Herkunft [Euchres] aus dem elsässischen Juckerspiel bestehen kann, das von deutschen Einwanderern nach Amerika gebracht wurde.“ Jucker und Euchre sind nicht nur phonetisch ähnlich, sondern die Begriffe „Bauer“ und „Marsch“ wurden als „Bower“ und „March“ in Euchre übernommen. Seine Schlussfolgerung ist, dass Euchre vom elsässischen Spiel Jucker abstammt, das wiederum von Triomphe oder French Ruff abstammt, wahrscheinlich über Bête. Kürzlich wurde jedoch entdeckt, dass Jucker in der Pfalz schon früher gespielt wurde.

## Verwandte Spiele
Mitglieder der International Playing-Card Society haben kürzlich zwei Spiele identifiziert, die noch heute nördlich vom Elsass in Rheinland-Pfalz gespielt werden und möglicherweise vom Juckerspiel abstammen: das Hunsrücker „Bauern“ und das saarländische „Bauer“.

### Bauern
Der wahrscheinlich nächste Verwandte des Juckerspiels ist eine Variante, „Bauer“ oder „Bauern“ genannt, die im Hunsrück gespielt wird. Es werden 32 Karten mit französischen Farben verwendet und mit sechs Spielern und zwei Mannschaften gespielt, wobei es zwei Buben als oberste Trümpfe gibt: den Trumpf-Buben und den Buben der gleichen Naturfarbe. Wie beim Jucker erhält jeder Spieler fünf Karten. Für das Gewinnen aller Stiche gibt es einen Bonus, den sogenannten „Durchmarsch“. Ist die abgehobene Karte ein Bube, bestimmt sie die Trumpffarbe, sofern sie nicht später überschrieben wird. Jeder Spieler erhält fünf Karten aus einem Skatspiel. Sofern die Trumpffarbe noch nicht entschieden ist, wird die oberste Karte des Skats aufgedeckt. Ist es ein Bube, bestimmt sie die Trumpffarbe, auch wenn die abgehobene Karte ein Bube war. Ist es ein Bube, wird die unterste Karte des Skats aufgedeckt. Ist sie dieselbe Farbe, darf der Geber damit Karten tauschen. Ist dies nicht der Fall, werden die Spieler reihum gefragt, ob sie mit der aufgedeckten Farbe spielen möchten. Bejaht ein Spieler, darf der Geber damit Karten tauschen. Möchte niemand mit der aufgedeckten Farbe spielen, wird sie erneut aufgedeckt und die Spieler werden gefragt, ob sie mit einer anderen Farbe spielen möchten. Wenn alle passen, werden die Karten neu ausgeteilt. Dieser Ablauf ähnelt dem bei Euchre. Die Teams beginnen mit fünf auf einer Tafel markierten Linien („Striche“) und spielen um den besten von fünf Stichen. Gewinnen die Alleinspieler, löschen sie eine Linie; verlieren sie, fügen sie eine Linie hinzu und die Gewinner löschen eine Linie.

### Bauer
Im Saarland gibt es eine weitere Variante, auch Bauer genannt, ein einfaches Stichspiel für vier Spieler. Hierbei erhält jeder Spieler im Uhrzeigersinn acht Karten in zwei Viererpaketen, wobei die Trumpfkarten von der Vorhand ausgewählt werden, nachdem das erste Paket ausgeteilt wurde. Es wird ein 32-Karten-Skatspiel mit französischen Farben verwendet, und es gibt zwei Buben (Bauern) als oberste Trümpfe: den Trumpfbuben oder Dicke (der Dicke) und den Buben der gleichen Farbe oder Linke (der Linke). Die Vorhand spielt mit einem Trumpf (manchmal optional). Die Farbe muss bedient werden, aber die Spieler können jede beliebige Karte spielen, wenn sie nicht bedienen können. Die Teams beginnen mit acht Punkten und versuchen, als erstes null zu haben. Den Gewinnern eines Spiels wird ein Punkt abgezogen, wenn sie Trumpfkarten angesagt haben. Verlieren die Ansager, erhalten sie einen Punkt dazu, ihre Gegner ziehen einen ab. Bei Null erhält das Team ein Brot oder Schrööm. Das Äquivalent zu einem Alleingang ist „Karten weg“, das von einem Spieler angesagt wird, der alle Stiche machen will. Die Karten des Partners werden beiseite gelegt, und der Spieler, der einen Durchmarsch machen will, beginnt. Wer gewinnt, erhält ein zusätzliches Brot. Das Spiel wird manchmal mit einem verkürzten Kartenspiel von 20 Karten oder von zwei Dreierteams gespielt.

### Reunion
Reunion, ein rheinisches Spiel aus dem 19. Jahrhundert, hat ebenfalls zwei Buben als oberste Trümpfe, wird aber zu dritt mit 10 Karten und einem Skatspiel mit 32 Karten gespielt.

### Bester Bube
Der Bester Bube verwendet ebenfalls zwei Buben als oberste Trümpfe und ein 5-Karten-Blatt, gehört aber zur Widder-Gruppe, bei der Spieler aussteigen können, wenn sie ihre Hand für nicht stark genug halten. Es scheint kein Äquivalent zum Marsch zu geben.